# Żychlin (gemeente)
De gemeente Żychlin is een stad- en landgemeente in het Poolse woiwodschap Łódź, in powiat Kutnowski.
De zetel van de gemeente is in Żychlin.
Op 30 juni 2004 telde de gemeente 13 230 inwoners.

## Oppervlakte gegevens
In 2002 bedroeg de totale oppervlakte van gemeente Żychlin 76,65 km², waarvan:
- agrarisch gebied: 89%
- bossen: 1%

De gemeente beslaat 8,65% van de totale oppervlakte van de powiat.

## Demografie
Stand op 30 juni 2004:
| Omschrijving                   | Totaal | Totaal | Vrouwen | Vrouwen | Mannen | Mannen |
| ------------------------------ | ------ | ------ | ------- | ------- | ------ | ------ |
| eenheid                        | aantal | %      | aantal  | %       | aantal | %      |
| inwoners                       | 13 230 | 100    | 6872    | 51,9    | 6358   | 48,1   |
| bevolkingsdichtheid (inw./km²) | 172,6  | 172,6  | 89,7    | 89,7    | 82,9   | 82,9   |

In 2002 bedroeg het gemiddelde inkomen per inwoner 1237,31 zł.

## Aangrenzende gemeenten
Bedlno, Kiernozia, Oporów, Pacyna, Zduny